# بو ستورم
بو ستورم (بالدنماركية: Bo Storm)‏ (3 فبراير 1987 في الدنمارك - ) هو مدرب كرة قدم ولاعب كرة قدم دانمركي في مركز الوسط. شارك مع منتخب الدنمارك تحت 17 سنة لكرة القدم ومنتخب الدنمارك تحت 21 سنة لكرة القدم. أما مع النوادي، فقد لعب مع نادي سوندرييسكه ونادي نوردشيلاند ونادي هيرنفين ويو أس بركوليتزه 1932 ونادي كويه ‏.

## وصلات خارجية
- بو ستورم على موقع قاعدة بيانات كرة القدم.إي يو (الإنجليزية)